# Apospasta sabulosa
Apospasta sabulosa är en fjärilsart som beskrevs av Fletcher 1959. Apospasta sabulosa ingår i släktet Apospasta och familjen nattflyn. Inga underarter finns listade i Catalogue of Life.